# Cryptoblepharus novocaledonicus
Cryptoblepharus novocaledonicus là một loài thằn lằn trong họ Scincidae. Loài này được Mertens mô tả khoa học đầu tiên năm 1928.